# Tricana de Coimbra

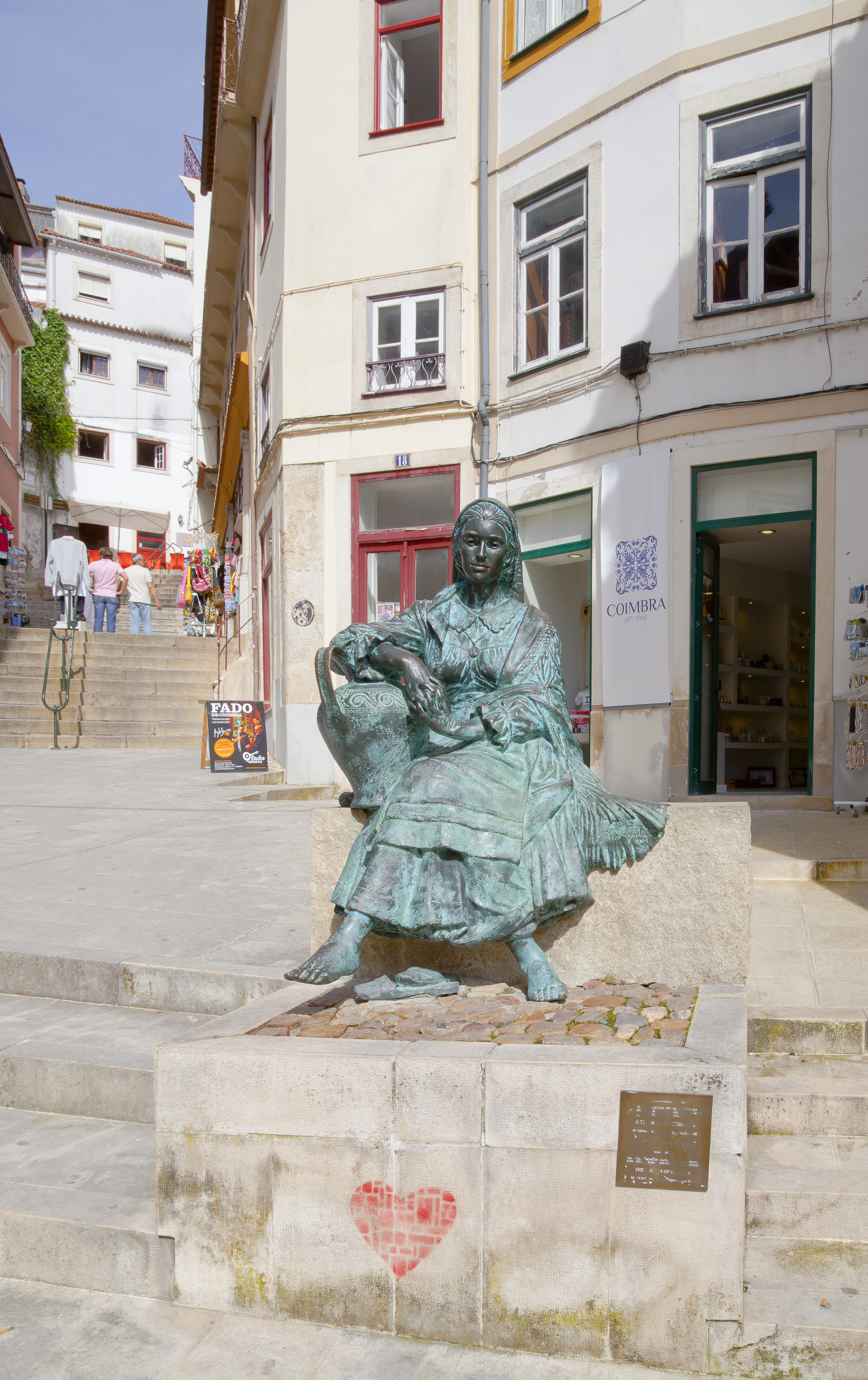
Tricana de Coimbra, escultura em bronze de Celestino Alves André, inaugurada em 2008 e localizada na Rua de Quebra Costas, em Coimbra.

É a mulher de Coimbra. Figura mítica e emblemática da cidade desde os finais do século XIX.
A tricana está presente em muito da literatura portuguesa, muitos escritores e poetas descreveram sobre as tricanas nas suas obras, bem como vários fados coimbrões.
Veste-se com saia preta, um pequeno avental, blusa, lenço na cabeça e traz o Xaile traçado ao ombro.
A tricana carregava sempre consigo um cântaro de barro ou lata quando ia ao Rio Mondego buscar água.
Actualmente a imagem da tricana é reavivada pelos grupos folclóricos da região e tunas académicas da Universidade de Coimbra.